# 梅州客商银行
梅州客商银行股份有限公司（简称：客商银行）是一家总部设于世界客都——中华人民共和国广东省梅州市的民营银行，是广东省银监局辖内第一家获准开业的民营银行，注册资本20亿元人民币。

## 历史沿革
- 2016年12月29日，经中国银监会批准筹建梅州客商银行[2]。
- 2017年6月22日，广东银监局批准其开业[3]。
- 2017年6月28日，客商银行正式营业[4]。

## 业务发展

### 实体卡最快发卡速度
客商银行于其正式开业80天后，即2017年9月15日，正式开办银行卡业务，也是目前中国境内最快的民营银行实体卡发卡记录。